# Takeo Shiina
Takeo Shiina (japanisch 椎名 武雄, Shiina Takeo; geboren 11. Mai 1929 in Seki (Präfektur Gifu); † 19. April 2023) war ein japanischer Unternehmer.

## Leben und Wirken
Takeo Shiina machte im März 1951 an der Fakultät für Ingenieurwissenschaften der Keiō-Universität im Fach Maschinenbau seinen Studienabschluss. Es folgte im Januar 1953 der gleiche Abschluss an der Bucknell University in den USA. Nach seiner Rückkehr 1953 trat er in das Unternehmen „IBM Japan“ ein.
1975, im Alter von 45 Jahren, wurde Shiina Präsident von „IBM Japan“. Zwischen IBM in den Vereinigten Staaten und der japanischen Regierung stehend, förderte er die Japanisierung von Computern. Von 1989 bis 1994 war er Vizepräsident von IBM America. 1993 folgte er auf Kitashiro Kakutarō (北城 恪太郎; geboren 1944) als Vorstandsvorsitzender von IBM Japan. 1996 wurde er Stellvertretender Sekretär des Wirtschaftsverbandes „Keizai dōyūkai“ (経済同友会). 2007 wurde er Berater der IBM Japan. Im Oktober 2000 erschien in der Wirtschaftstageszeitung Nihon Keizai Shimbun in der Artikelreihe „Watakushi no rirekisho“ (私の履歴書) – „Mein Lebenslauf“ sein Beitrag.
Shiina wurde 1990 mit der staatlichen Ehrenmedaille und im Jahr 2000 mit dem Orden des Heiligen Schatzes 1. Klasse ausgezeichnet.